# 법장 (1941년)
법장(法長, 본명 : 김계호, 1941년 6월 15일 ~ 2005년 9월 11일)은 대한민국의 승려로, 충청남도 서산시에서 태어났다. 이후 1994년 생명나눔실천회 이사장이 되었고, 2003년에는 제 31대 대한불교조계종 총무원 원장이 되었다. 2004년 한국종교지도자협의회 제7대 공동대표 의장을 지냈다. 2005년 9월 11일 서울대학교병원에서 심장마비로 65세로 입적했으며, 영결식은 조계사에서 거행되었다.